# Oekiu
Oekiu is een bestuurslaag in het regentschap Timor Tengah Selatan van de provincie Oost-Nusa Tenggara, Indonesië. Oekiu telt 1205 inwoners (volkstelling 2010).